# Церковь Николая Чудотворца, что в Нутряном улусце
Церковь Николая Чудотворца, что в Нутряном улусце — православный храм в Сокольском районе Вологодской области, расположенный в границах деревни Никольская Сокольского муниципального округа. Церковь является объектом культурного наследия регионального значения.

## История
Первые упоминания о наличии церкви в «Нутряном улусце» приходятся на 1623—1625 года. В те года на месте нынешнего кирпичного храма находилась деревянная церковь, находившаяся в обветшалом состоянии. Кирпичная церковь в своем первоначальном виде была построена в конце XVIII века на средства прихожан двух деревень. Нижний теплый храм был освящен в 1795 году, а верхний холодный в 1796 году. В 1801 году по прошению церковного старосты Матфея Соколова к церкви была пристроена колокольня со стороны западного фасада. В 1832 году деревянную крышу и кресты на главах церкви заменили на железные. В 1892 году колокольня была перестроена в стиле эклектики, как указывают клировые ведомости Вологодской митрополии.
Закрыта в 1930-х годах по имеющейся тогда практике, «ходатайству трудящихся». Позднее здание церкви использовали под склады совхоза «Биряковский».
К середине 2000-х церковь находилась в заброшенном состоянии, ремонтных и противоаварийных работ не проводилось.
В 2020 году по заявлению Глуховского Г. А., церковь в качестве памятника включили в Перечень выявленных объектов культурного наследия Вологодской области.
В 2023 году церковь включили в Единый государственный реестр объектов культурного наследия (памятников истории и культуры) народов Российской Федерации.

## Священнослужители

### Священники
- 1867—1873 — Прокошев Павел
- 1869—1873 — Садоков Василий Дмитриевич
- 1873—1874 — Суровцов Александр
- 1874—1894 — Скворцов Василий
- 1894—1904 — Студентов Виктор
- 1904—1908 — Ржаницын Рафаил Евграфович
- 1908 — Архипов Андрей

### Диаконы
- 1885—1895 — Архипов Никандр
- 1896—1908 — Иконников Николай
- 1917 — Ярославцев Михаил

### Псаломщики
- 1870—1898 — Резанов Михаил
- 1898 — Резанов Ардалион
- 1906—1907 — Якубов Паисий
- 1907—1909 — Резанов Флавиан
- 1909 — Пономарев Николай

### Дьячки
- 1866 — Городецкий Зинон
- 1866—1869 — Городецкий Николай
- 1869 — Архипов Александр

### Пономари
- 1870 — Резанов Варсонофий